# Il caso Rosentopf
Il caso Rosentopf (Der Fall Rosentopf) è un film muto del 1918 scritto, interpretato e diretto da Ernst Lubitsch.

## Trama
Una commedia sul personaggio principale di un giovane detective di nome Mr. Sally (interpretato da Ernst Lubitsch), astuto assistente del detective Mr. Ceeps, che usa tutta la sua intuizione e il suo fascino nel caso Rosentopf prima di trovare la soluzione.
- Der Fall Rosentopf; frammento di film ricostruito (19:57 min). digitaler-lesesaal.bundesarchiv.de

## Produzione
Il film fu prodotto da Paul Davidson per la Projektions-AG Union (PAGU). Venne girato negli studi dell'Ufa-Atelier (Berlin-Tempelhof).

## Distribuzione
Distribuito dall'Universum Film (UFA), venne proiettato per la prima volta in pubblico a Berlino il 20 settembre 1918.